# Seward
Seward er en by i Kenai Peninsula Borough i Alaska i USA.
Byen er opkaldt efter William H. Seward, udenrigsminister under Abraham Lincoln. Som udenrigsminister kæmpade han for købet af Alaska fra Rusland, og var den som til slut fik det gennemført.

## Infrastruktur
Seward er unik blandt de fleste mindre lokaliteter i Alaska i at den har direkte kontakt til en National Scenic Byway , nemlig Seward Highway. På denne vej går også buslinier, som dog oftest er orienteret på turistvirksomhed, og derfor er dyre for lokal anvendelse og ikke køres om vinteren. Seward er også det sydligste punkt for Alaska Railroad. Dette holder gang i havnen da varer hele tiden kommer fra jernbanen, og gør også at Seward er den primære slutstation for nordgående krydstogtsskibe. De rejsende tager derfra passagertog nordpå.
Frem til 2005 blev byen trafikeret af Alaska Marine Highway , men på grund af nedskæringer og lav anvendelse ophørte skibene med at anløbe Seward. Den nærmeste adgang til færgen er Whittier eller Homer.